# Ingrid Syrstad Engen
Ingrid Syrstad Engen (Melhus, 1998. április 29. –) norvég női válogatott labdarúgó. A spanyol Barcelona középpályása.

## Pályafutása

### Klubcsapatokban
A Melhus és a Gimse csapatainál töltött első évei alatt figyeltek fel rá a Trondheims-Ørn csapatánál és 16 évesen bemutatkozhatott a norvég első osztályban. Mindössze két idényt játszott a Sasoknál, amikor már több hazai és külföldi együttes is csapatában szerette volna tudni a 18 éves tehetséget, de Ingrid maradt Trondheimben és Guro Reiten, valamint Lisa-Marie Karlseng Utland távozása után a csapat egyik meghatározó játékosává lépett elő.
A 2017-ben a 8. helyen végzett klubjával a bajnokságban, így a szezon végén a Lillestrøm SK-hoz igazolt. Első mérkőzésén góllal mutatkozott be. A Vålerenga elleni összecsapás 5. percében talált Tinja-Riikka Korpela kapujába. Az idény folyamán még egy találatot jegyzett és december 18-án aláírt a VfL Wolfsburg gárdájához.
2021. július 6-án két évre a Barcelonához szerződött.
Bemutatkozására a szeptember 25-i 8–0-ra végződött Valencia elleni bajnoki mérkőzésen került sor.

## Sikerei, díjai

### Klubcsapatokban
Norvég bajnok (1):
- Lillestrøm SK (1): 2018

 Norvég kupagyőztes (1):
- Lillestrøm SK (1): 2018

 Német bajnok (1):
- VfL Wolfsburg (1): 2019-20

 Német kupagyőztes (1):
- VfL Wolfsburg (1): 2020

 Spanyol bajnok (2):
- Barcelona (2): 2020–21, 2021–22

 Spanyol kupagyőztes (1):
- Barcelona (1): 2021

 Spanyol szuperkupa-győztes (1):
- Barcelona (1): 2022

Bajnokok Ligája döntős (2):
- VfL Wolfsburg (1): 2019-20
- Barcelona (1): 2021–22

### A válogatottban
Norvégia
- Algarve-kupa győztes: 2019
- Algarve-kupa bronzérmes: 2020